# 免疫屏蔽
《免疫屏蔽》（英語：Stay By My Side）是日本SPO Entertainment Inc.及三立電視Vidol共同製作的VBL系列影集，共有四部曲。2023年7月7日起於Vidol等多個ˊ平台上映。主要演員包含楊懿軒、洪暐哲、夏宇禾、鄭靚歆、許博維、廖偉博、張凱翔。

## 製作背景
為了拓展OTT市場，三立集團策略長蔡妃喬表示想透過特別的故事題材吸引觀眾，而製作不同型態的BL題材作品，包含《免疫屏蔽》、《絕對佔領》、《保留席位》、《恆久定律》等，以探討跨性別的感情，期待能增加觀眾的黏著度及拓展國際市場。

## 演員名單
| 演員   | 角色   |
| 楊懿軒 | 江馳   |
| 洪暐哲 | 顧步夏 |
| 鄭靚歆 | 顧步桃 |
| 夏宇禾 | 林黛涵 |
| 廖偉博 | 郭正宏 |
| 許博維 | 白云浩 |
| 張凱翔 | 藍百威 |

## 上映資訊
Vidol、Rakuten TV（日本）、Video Market等平台自2023年7月7日週五晚上8點上架，其他上架平台包含GagaOOLala及VIKI。

## 歌曲
主題曲牛頓與蘋果是一首輕快風格的情歌，歌詞內容與戲中劇情相關，副歌採用重複的歌詞使其能琅琅上口，演唱者為洪暐哲。
| 曲別   | 歌名           | 演唱者 | 作詞           | 作曲   |
| 片尾曲 | 如果聽見請回答 | 李子森 | 方文良         | 蔡政勳 |
| 插曲   | 中了愛         | 李子森 | 陳靜楠         | 徐偉銘 |
| 插曲   | 換了           | 朱宇青 | 陳靜楠         | 徐偉銘 |
| 插曲   | Mr.亞歷山大    | Luna   | 方文良、林意霖 | 林意霖 |

## 劇情
劇情從會害怕鬼的顧步夏（洪暐哲飾）開始，在遭遇江馳（楊懿軒飾）後，兩人的關係由差轉好，在過程中顧步夏注意到江馳的存在能幫助自己克服怕鬼的感受，最後雙方步入曖昧。

## 各集標題
| 集數 | 標題                   | 上線時間      |
| ---- | ---------------------- | ------------- |
| 1    | 領地被犯，進者必誅！   | 2023年7月7日  |
| 2    | 你的氣息就是我的疫苗？ | 2023年7月7日  |
| 3    | 近距離接觸，然後呢？   | 2023年7月14日 |
| 4    | 僵持不下，受傷的是誰？ | 2023年7月21日 |
| 5    | 因為是你，所以是你     | 2023年7月28日 |
| 6    | 相識一回，誤會一場     | 2023年8月4日  |
| 7    | 我們該拿彼此怎麼辦？   | 2023年8月11日 |
| 8    | 許的願望，都能成真嗎？ | 2023年8月18日 |
| 9    | 我只想要聽見你的聲音   | 2023年8月25日 |
| 10   | 因為有你，不再害怕     | 2023年9月1日  |

## 外部連結
- 免疫屏蔽的Facebook專頁（繁體中文）
- 免疫屏蔽的Instagram帳戶（繁體中文）
- 免疫屏蔽的X（前Twitter）（繁體中文）